# Pronto Emergenza
Pronto emergenza è una serie televisiva italiana del 1980, scritta e diretta da Marcello Baldi.
La serie, sviluppata in 12 episodi con la collaborazione delle Forze Armate italiane, racconta in modo spettacolare le azioni di squadre di emergenza in vari teatri di intervento su tutto il territorio nazionale. Per spettacolarizzare gli episodi sono stati utilizzati vari mezzi militari terrestri, aerei e navali delle tre Forze Armate (all'epoca i Carabinieri non erano una Forza Armata indipendente ma un'Arma dell'Esercito) che partecipano alla gestione di varie emergenze sotto il profilo sia della sicurezza che della salvaguardia della vita umana.

## Episodi
| nº | Titolo                           | Prima visione |
| -- | -------------------------------- | ------------- |
| 1  | Viaggio turistico tutto compreso | 3 marzo 1980  |
| 2  | La vela abbattuta                | 4 marzo 1980  |
| 3  | Il pozzo del diavolo             | 5 marzo 1980  |
| 4  | Scusate il ritardo               | 6 marzo 1980  |
| 5  | Una banda di venti persone       | 7 marzo 1980  |
| 6  | Amici per la pelle               | 8 marzo 1980  |
| 7  | Esercitazione a fuoco            | 10 marzo 1980 |
| 8  | Alta chirurgia                   | 11 marzo 1980 |
| 9  | Una bollicina di azoto           | 12 marzo 1980 |
| 10 | La notte più lunga               | 13 marzo 1980 |
| 11 | La morsa di fuoco                | 14 marzo 1980 |
| 12 | SOS Mediterraneo in pericolo     | 15 marzo 1980 |

La sigla, Quando la banda va, fu scritta da Franco Migliacci con le musiche di Gino Peguri e Aldo Tamborrelli ed eseguita dai Pandemonium.